# Hotel Stadt Mühlhausen
Das Hotel Stadt Mühlhausen war ein von 1969 bis 1998 bestehender Hotelkomplex in der Stadt Mühlhausen. Das siebengeschossige Hauptgebäude der zentral am Untermarkt (von 1952 bis 1990 Wilhelm-Pieck-Platz) gelegenen Einrichtung stellte seinerzeit das höchste profane Bauwerk der Stadt dar.

## Geschichte und Konzeption
Die verkehrsgeographisch günstig, inmitten des Heiligen Römischen Reiches gelegene Ort Mühlhausen wurde am 18. Januar 967 erstmals urkundlich erwähnt. Als der Königspfalz im Jahre 1135 die Stadtrechte verliehen wurden, hatte sich der am Schnittpunkt bedeutender Heer- und Handelsstraßen gelegene Untermarkt bereits als prosperierendes Zentrum herausgebildet, womit vor Ort auch die ersten Verpflegungs- und Beherbergungsstätten entstanden sein dürften.
Das auf der Ostseite des heutigen Untermarkts an der Ecke Erfurter Straße befindliche Gasthaus Goldener Engel wurde in der Stadtchronik 1644 erstmals erwähnt. Nach verschiedenen Um- und Ausbauten und mehrfachen Umbenennungen, wurde das nunmehr als Hotel Schlenker geführte Haus 1959 von der staatlichen Handelsorganisation (HO) übernommen. Im Rahmen der, nicht unwesentlich vom damaligen Vorsitzenden des Staatsrats der DDR, Walter Ulbricht, angeregten, repräsentativen Um- und Ausgestaltung der sozialistischen Stadtzentren, welche in modernen Bauten und einer zeitgemäßen Verkehrsführung ihren Ausdruck finden sollte, stand auch die Anpassung der von größeren Kriegsschäden weitgehend verschont gebliebenen Mühlhäuser Innenstadt zur Disposition. Dieser ab Mitte der 1960er Jahre in der DDR konzipierten Leitlinie folgend, galt es auch im Weichbild einer der ältesten Städte im Bezirk Erfurt den zahlreich vorhandenen Kirchen eine moderne bauliche Höhendominante gegenüber zu stellen.
Nachdem mit Beginn des Jahres 1968 die vor Ort vorhandene, aus vier Gebäuden bestehende (Untermarkt 18, 19/20, 21, 22), Altbausubstanz abgetragen wurde, erfolgte am 26. Juli die Grundsteinlegung für den in Montagebauweise zu errichtenden, siebengeschossigen Erweiterungsbau des vorhandenen Hotels. Die sich gleichzeitig vollziehende städtebauliche Umgestaltung des Untermarkts hatte, einer veränderten Verkehrsführung geschuldet, am 26. Juni 1969 die endgültige Stilllegung der seit 1898 verkehrenden Mühlhäuser Straßenbahn zur Folge. Mit einer Kundgebung an der über 10.000 Menschen teilnahmen, erfolgte, aus Anlass des 20. Jahrestages der Gründung der DDR, am 6. Oktober 1969 die bauseitige Übergabe des neugestalteten Marktplatzes und die feierliche Eröffnung des HO-Hotels „Stadt Mühlhausen“.
Die Fertigstellung des, der frei stehenden gotischen Divi-Blasii-Kirche unweit gegenüber platzierten, stadtbildprägenden Bauwerkes, fiel in die Zeit der Einweihung der prestigeträchtigen Fernsehturmbauten von Berlin und Dresden sowie des repräsentativen Dresdener Kulturpalastes, der bis dato den größten derartigen Mehrzweckbau des Landes darstellte. Der aus dem Hochhaus und dem einbezogenen sanierten Altbautrakt bestehende Hotelkomplex umfasste seinerzeitig 61 Zimmer und 2 Appartements mit insgesamt 117 Betten. Des Weiteren standen ein Restaurant, eine Bierstube, eine Tanzbar sowie Konferenzräume und ab 1975 ein Intershop zur Verfügung.

## Nach 1990
Nach der Wende und friedlichen Revolution in der DDR wurde das bislang von der volkseigenen Handelsorganisation (HO) geführte Haus seitens der Treuhandanstalt privatisiert und in eine Gesellschaft mit beschränkter Haftung umgewandelt. Mit der zwischen der Bundesrepublik Deutschland und der DDR am 1. Juli 1990 in Kraft getretene Währungs-, Wirtschafts- und Sozialunion, begann, unter anderem bedingt durch die unverzüglich einsetzende Systemtransformation, der wirtschaftliche Niedergang des größten Hotels der Stadt. Nachdem inzwischen ein nicht unerheblicher Investitionsstau entstanden war, erfolgte die Schließung der Einrichtung am 1. Juli 1998.
Der Rückbau sämtlicher Gebäude des vormaligen Betriebes, der die grundhafte Beseitigung der noch erhaltenen historischen Bausubstanz einschloss, begann am 16. September 1998 und erstreckte sich bis zum Frühjahr des Folgejahres. Am 27. Dezember 2000 wurde das an der Stelle des früheren Hotel Stadt Mühlhausen errichtete neue Hauptgebäude der Sparkasse Unstrut-Hainich am Untermarkt 19 der Öffentlichkeit übergeben.